# Celozja srebrzysta

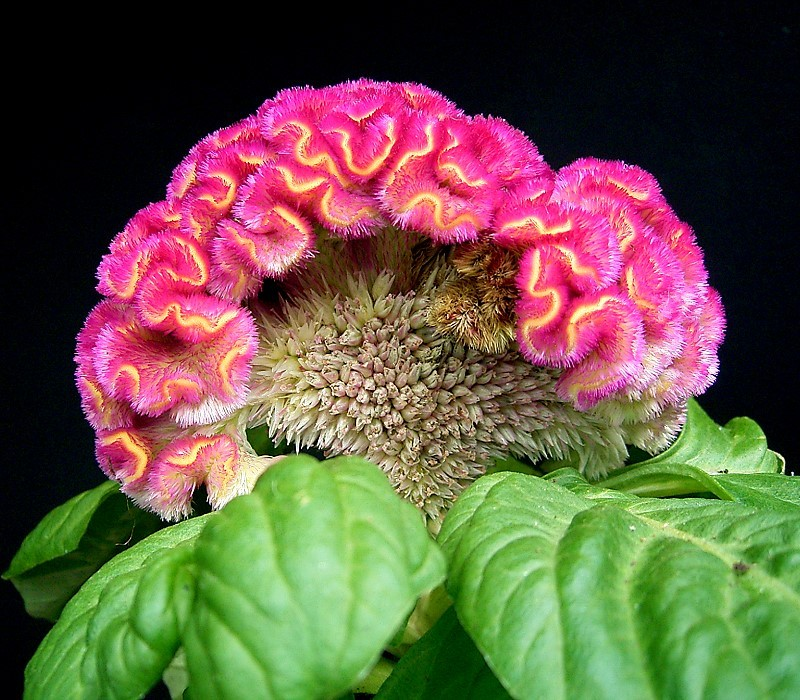
Var cristata

Celozja srebrzysta, grzebionatka właściwa, celozja grzebieniasta, koguci grzebień (Celosia argentea L.) – gatunek rocznej rośliny z rodziny szarłatowatych. Roślina rozpowszechniona jako chwast w strefie tropikalnej i zwrotnikowej o trudnym do ustalenia regionie pochodzenia (prawdopodobnie Indie). W tropikach szeroko rozpowszechniony chwast.

## Morfologia
PokrójOsiąga wysokość do 50 cm.
LiściePojedyncze, jajowato-lancetowate, żywozielone.
KwiatyZebrane w gęste kwiatostany w kolorze szkarłatnym lub żółtawym.

## Zmienność
Znane są trzy odmiany, czasem traktowane jako odrębne gatunki:
- Celosia argentea var. argentea
- Celosia argentea var. cristata. Należą tu rośliny, których kwiatostany tworzą charakterystyczne grzebienie
- Celosia argentea var. plumosa. Należą tu rośliny o wzniesionych, puszystych kwiatostanach złożonych z drobnych, zdeformowanych kwiatów

Zarówno wśród odmiany cristata, jak i plumosa występuje wiele kultywarów. 

## Zastosowanie i uprawa
- Zastosowanie. Jest uprawiana jako roślina ozdobna[5]. Ze względu na klimat w Polsce uprawiana jest głównie jako roślina szklarniowa lub jako jednoroczna roślina ozdobna na rabatach, z rozsady wyprodukowanej wcześniej w szklarniach przez specjalistów[6]. Często uprawiana jest na kwiat cięty (głównie w szklarniach), istnieją też odmiany karłowate uprawiane jako rośliny pokojowe[6].
- Uprawa. Znosi bardzo dobrze nawet największe upały. Wymaga stanowisk w pełnym słońcu, żyznej, przepuszczalnej i świeżej gleby[6]. Rozmnaża się ją z nasion.